# Формула Якоби
Формула Якоби — формула, связывающая определитель матрицы, удовлетворяющей дифференциальному уравнению, в начале интервала интегрирования с определителем матрицы в конце интервала интегрирования.

## Формулировка
Пусть {\displaystyle X(t)} — решение уравнения {\displaystyle {\dot {X}}=A(t)X}, где {\displaystyle X,A} — матрицы. Тогда:
{\displaystyle \det X=\exp \left(\int _{0}^{t}trA(s)ds\right)\det X(0)}

## Доказательство
Можно доказать, что {\displaystyle {\dot {(\det X)}}=(\det X)(tr{\dot {X}}X^{-1})} . В доказуемой формуле {\displaystyle {\dot {X}}X^{-1}=A(t)}. Таким образом, функция {\displaystyle y(t)=\det X(t)}
удовлетворяет условию {\displaystyle {\dot {(\ln y)}}={\frac {\dot {y}}{y}}=trA(t)}. Поэтому {\displaystyle y(t)=c\exp \left(\int _{0}^{t}trA(s)ds\right)}, где {\displaystyle c=y(0)=\det X(0)}.